# Zračna luka Dortmund
Zračna luka Dortmund (IATA: DTM, ICAO: EDLW), je međunarodna zračna luka koja se nalazi 10 km) istočno od Dortmunda. Od 2006. godine nosi naziv "Dortmundu Airport 21", prema svom najvećem dioničaru, komunalnom poduzeću DSW21. Zračna luka ima maksimalni kapacitet od oko 2,5 milijuna putnika a tijekom 2008. godine kroz nju je prošlo oko 2,3 milijuna putnika.